# Рене, Жан-Батист
Жан-Батист Рене (англ. Jean-Baptiste René, фр. Jean-Baptiste René; 22 августа 1841, Мотрево, Анжу, королевство Франция — 6 апреля 1914, Лос-Гатос, штат Калифорния, США) —  прелат Римско-католической церкви, священник Общества Иисуса, 2-й апостольский префект Аляски.

## Биография
Жан-Батист Рене родился в коммуне Монтрево в Анжу, в королевстве Франция 22 августа 1841 года. В 1876 году был рукоположен в сан священника и стал членом Общества Иисуса. Он был образованным человеком и обладал блестящими интеллектуальными способностями.
В 1880 — 1888 годах служил супериором в школе в городе Лимерик, в Ирландии. Перед назначением апостольским префектом Аляски, служил ректором колледжа Гонзага (ныне университет Гонзага) в Спокане, штат Вашингтон. В 1895 году был поставлен в настоятели прихода в Джуно, к которому были приписаны несколько миссионерских общин.
16 марта 1897 года был назначен апостольским префектом Аляски, сменив на этом посту Паскуале Този. Жан-Батист Рене был также генеральным супериором иезуитов на Аляске. Он стал первым священником-иезуитом, посетившим городок Ном в августе 1899 года, где за два года до этого брат Алоизий Жаке из Общества Иисуса основал приход.
28 марта 1904 года был отправлен на покой. Он покинул Аляску. С 1904 по 1915 год преподавал иврит и библеистику в иезуитском семинарском колледже Гонзага в Спокане. Умер 6 апреля 1916 года в иезуитском новициате в Лос-Гатосе, штат Калифорния .